# Christfried Schmidt
Pour les articles homonymes, voir Schmidt.
Christfried Schmidt, né le 26 novembre 1932 à Markersdorf et mort le 29 avril 2025, est un compositeur allemand qui travaille comme musicien d'église et professeur de piano.

## Biographie
Christfried Schmidt naît le 26 novembre 1932 à Markersdorf. Il fréquente l'école de musique religieuse de Görlitz (1951-1954) et la Muiskhochschule de Leipzig (diplômé en 1959), où il a notamment pour professeurs Werner Buschnakowski qui lui enseigne l'orgue et Johannes Weyrauch auprès duquel il apprend la composition. Après avoir été musicien d'église à Forst, en Lusace (1960-1962), il est pendant une courte période directeur musical d'un théâtre à Quedlinburg. À partir de 1964, il travaille en tant que compositeur indépendant, professeur de piano et chef de chœur. Il s'installe à Berlin en 1980.
Christfried Schmidt meurt le 29 avril 2025.